# Laco Déczi

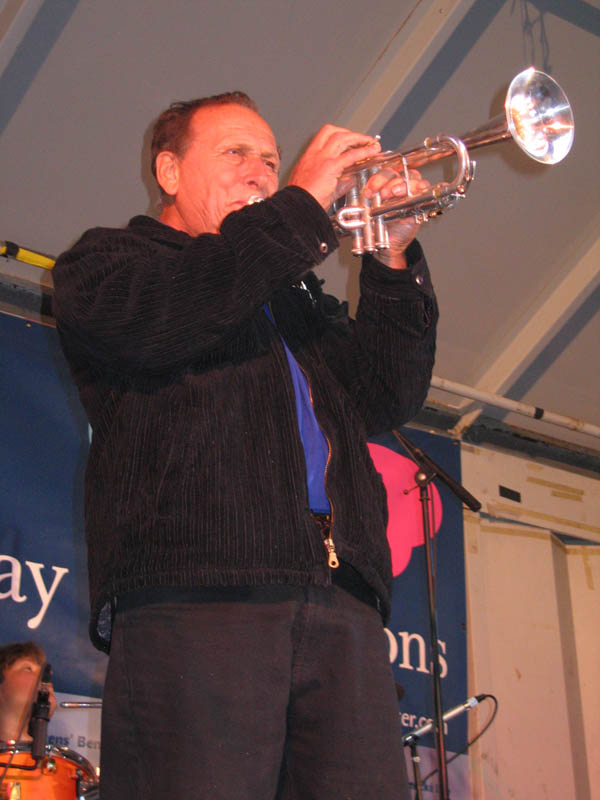
Laco Déczi (2006)

Laco Déczi (* 29. März 1938 in Bernolákovo) ist ein slowakischer Jazztrompeter. Er gilt als Wegbereiter des Hardbop in der Tschechoslowakei.

## Leben und Wirken
Déczi hatte bereits in Bratislava eine Band, die sich am Hardbop orientierte. In den 1960er Jahren war er in Prag Mitglied von Karel Velebnýs SHQ. 1967 gründete er seine Band Celula, in der talentierte Musiker wie Rudolf Dašek, Karel Růžička und Laco Tropp spielten. 1969 veröffentlichte er sein Debütalbum Pietoso. Auch war er Solist auf Václav Zahradníks Album Jazz Goes to Beat und gehörte seit 1970 zum tschechoslowakischen Radiojazzorchester. Mitte der 1980er Jahre emigrierte Déczi zunächst in die Bundesrepublik Deutschland, 1987 in die Vereinigten Staaten, wo er noch immer lebt und mit Walter Fischbacher auftritt. In seiner Musik mischen sich heute Fusion und Bop. Er komponierte auch für Film und Fernsehen und arbeitete mit Elvin Jones, Bill Watrous, Junior Cook, Dave Weckl und Sonny Costanzo.
Die Witwe Louis Armstrongs schenkte Déczi dessen Trompetenmundstück.